# Liste der Kulturdenkmäler in Bremerhaven
In der Liste der Kulturdenkmäler in Bremerhaven sind alle Kulturdenkmäler der Stadt Bremerhaven und ihrer Stadtteile aufgelistet.
Grundlage ist die vom Landesamt für Denkmalpflege Bremen (LfD) veröffentlichte Landesdenkmalliste. Die amtlichen Daten wurden direkt aus einem Export der Denkmaldatenbank beim LfD 
mit dem Stand von März 2025 übernommen.

## Hinweise
Weitere Erläuterungen zum Aufbau dieser Liste und zu ihrem Inhalt bietet die Seite Inhalte der Tabellen.
Die anklickbare Karte rechts leitet zu den Tabellen der einzelnen Stadtteile. Die Liste der Kulturdenkmäler in der Freien Hansestadt Bremen bietet eine Übersicht.
Wichtig für Autoren:  Links zu Artikeln oder Architekten sowie Bilder oder Koordinaten der Objekte auch/nur in die Ergänzungsliste eintragen, da die Tabelle mittels Datentechnik erstellt wird. Änderungen in der Tabelle von Hand werden sonst beim nächsten Update überschrieben.
|  | Mit dem Bremer Express-Upload können Bilder mit automatischer Zuordnung zu den Objekten auf Commons hochgeladen werden. Bitte dazu auf das Kamera-Symbol in der jeweiligen Tabellenzeile klicken. Eine Kurzinformation bietet diese Projektseite. |

## Fischereihafen
| Objekt                                                                                    | Typ                      | Baujahr           | Architekt/Künstler                  | Adresse | Koordinaten Wikidata | Art? | Objekt-Nr.? | Bild |
| ----------------------------------------------------------------------------------------- | ------------------------ | ----------------- | ----------------------------------- | --- | -------------------- | ---- | ----------- | ---- |
| Packhalle XIV                                                                             | Packhalle                | 1939–1940         | Vogel, Emil Störr Ohler, Willi      | Am Lunedeich 42, 44, 52, 54, 58, 60, 62, 66, 70, 74, 76, 78, 80, 82, 84, 86, 88, 94, 96, 100, 102, 104 Heringstraße 1, 3 Am Baggerloch 3 Makrelenstraße                                                                          | Lage Q46088008       | ED   | 3006        |      |
| Packhalle X                                                                               | Auktionshalle, Packhalle | 1928–1929         | Vogel, Emil Wucherpfennig Zeh, Karl | Fischauktionsstraße 1, 2, 3, 4, 5, 6, 7, 8, 9, 10, 11, 12, 13, 14, 15, 16, 17, 18, 19, 20, 21, 22, 23, 24, 25, 26, 27, 28, 29, 30, 31, 32, 33, 34, 35, 36, 37 Knurrhahnstraße 7, 8, 9, 16 Lengstraße 7, 9 Maifischstraße 2, 4, 6 | Lage Q46088280       | ED   | 3017        |      |
| Geestemünder Eiswerke, Geestemünder Eiswerke F. Busse und Co., Bremerhavener Eiswerk GmbH | Fabrik, Eisfabrik        | 1912–1915 1924    | Beer Rauch Carl Brandt              | Herwigstraße 22, 24 Oststraße 1, 3 | Lage Q105585564      | ED   | 3095        |      |
| Seemannsheim                                                                              | Seemannsheim             | 1913              | Claas, Gustav                       | Hoebelstraße 29, 31 Kaperstraße | Lage Q97772082       | ED   | 3099        |      |
| Seebeck-Werft                                                                             |                          | 1906–1910 ab 1968 |                                     | Riedemannstraße 1, 3 | Lage Q553599         | DG   | 5645        |      |
| Helgen der Seebeck-Werft                                                                  | Helgen                   | 1958 1974         |                                     | Riedemannstraße 1, 3 | Lage Q121436902      | ED   | 5646        |      |
| ehemalige Vormontagehalle der Seebeck-Werft                                               | Werkhalle                | um 1955           |                                     | Riedemannstraße 1, 3 | Lage Q121436985      | BT   | 5647        |      |
| Werfthafen und Trockendocks der Seebeck-Werft                                             | Hafen, Trockendock       | ab 1906           |                                     | Riedemannstraße 1, 3 | Lage Q121437065      | BT   | 5648        |      |

Anzahl der Objekte in Fischereihafen (Bremerhaven): 8, davon mit Bild: 3 (38 %).

## Geestemünde
| Objekt                                                              | Typ                                  | Baujahr                                  | Architekt/Künstler                                                 | Adresse                                                          | Koordinaten Wikidata | Art? | Objekt-Nr.? | Bild |
| ------------------------------------------------------------------- | ------------------------------------ | ---------------------------------------- | ------------------------------------------------------------------ | ---------------------------------------------------------------- | -------------------- | ---- | ----------- | ---- |
| Marienkirche                                                        | Kirche, Kirche ev.-luth.             | 13. Jahrhundert, um 1400 1872–1875, 1907 | Hase, Conrad Wilhelm Seemann, Karl-Henning                         | Mushardstraße 2 An der Mühle                                     | Lage Q1565892        | ED   | 1631        |      |
| Haus Schuchmann                                                     | Wohnhaus, Villa                      | 1922                                     | Jäger, Heinrich                                                    | Bartelstraße 1 Kaistraße                                         | Lage Q46088393       | ED   | 1632        |      |
| Wohnhaus Berliner Platz 11                                          | Wohnhaus, Palais                     | um 1848                                  |                                                                    | Berliner Platz 11                                                | Lage Q46088448       | ED   | 1633        |      |
| Busse-Denkmal                                                       | Denkmal                              | 1936                                     | Höger, Fritz Wagner, Hans                                          | An der Geeste, Ludwigstraße                                      | Lage Q1017686        | ED   | 1634        |      |
| Alte Geestebrücke                                                   | Brücke                               | 1904                                     | Schubert                                                           | Fährstraße                                                       | Lage Q435593         | ED   | 1635        |      |
| Christuskirche und Altes Pfarrhaus der Christusgemeinde             | Kirche, Kirche ev.-luth., Pfarrhaus  | 1872–1875                                | Hase, Conrad Wilhelm                                               | Schillerstraße 1, 3 Bismarckstraße, Kehdinger Straße             | Lage Q1087442        | DG   | 1640        |      |
| Christuskirche                                                      | Kirche, Kirche ev.-luth.             | 1872–1875                                | Hase, Conrad Wilhelm                                               | Schillerstraße 1 Bismarckstraße                                  | Lage Q46088771       | ED   | 1641        |      |
| Christusgemeinde, Altes Pfarrhaus                                   | Pfarrhaus                            | 1872–1875? 1974–1975                     | Hase, Conrad Wilhelm?                                              | Schillerstraße 3 Kehdinger Straße                                | Lage Q46088924       | BT   | 1642        |      |
| Humboldtschule                                                      | Schule, Volksschule                  | 1929–1930 1951 1959                      |                                                                    | Schillerstraße 87 Georg-Seebeck-Straße                           | Lage Q1636992        | ED   | 1643        |      |
| Wasserturm An der Mühle 33 Bülkenstraße                             | Wasserturm                           | 1891                                     | Pfeffer, Walter                                                    | An der Mühle 33 Bülkenstraße, Konrad-Adenauer-Platz              | Lage Q46089019       | ED   | 1644        |      |
| Treppenhausfenster Bürgermeister-Smidt-Straße 188                   | Fenster                              | um 1906                                  |                                                                    | An der Geeste 3                                                  | Lage Q46089141       | BED  | 1655        |      |
| Verwaltungszentrum Alt-Geestemünde                                  | Postamt, Hauptzollamt                | 1898–1902, 1907–1908                     |                                                                    | Klußmannstraße 4, 6, 7 Arndtstraße 1 Bartelstraße .. Kaistraße 1 | Lage Q41483701       | DG   | 1779        |      |
| Hauptzollamt Geestemünde                                            | Zollamt, Amtshaus                    | 1907–1908                                | Stüdemann Neuber Ministerium für Öffentliche Arbeiten, Berlin      | Kaistraße 1 Klußmannstraße 4, 6 Bartelstraße                     | Lage Q21036912       | ED   | 1639        |      |
| Reichspostamt Geestemünde                                           | Postamt                              | 1898–1902                                | Schäffer Zöllner                                                   | Klußmannstraße 7 Arndtstraße 1 Bartelstraße                      | Lage Q2139618        | BT   | 3123        |      |
| Friedhofskapelle der ev. luth. Gemeinde Geestemünde                 | Friedhofskapelle                     | 1930–1931                                | Allers, Wilhelm                                                    | Feldstraße 16                                                    | Lage Q46089461       | ED   | 3056        |      |
| Norddeutsche Volksstimme                                            | Verlagshaus, Wohn- und Geschäftshaus | 1929–1930                                | Claas, Gustav                                                      | Friedrich-Ebert-Straße 1 Elbestraße 52                           | Lage Q46089563       | ED   | 3061        |      |
| Reform-Real-Gymnasium Geestemünde, Raabe-Schule                     | Realschule, Schule                   | 1906–1908                                | Zobel, Karl von                                                    | Friedrich-Ebert-Straße 10 Hohenstaufenstraße                     | Lage Q2571541        | ED   | 3064        |      |
| Handelskammer Geestemünde, Industrie- und Handelskammer Bremerhaven | Verwaltungsgebäude                   | 1908–1909 1964                           | Zobel, Karl von Niemeyer Franzius, Karl / Rosenbusch, Theodor      | Friedrich-Ebert-Straße 4, 6 Hohenstaufenstraße                   | Lage Q47155581       | ED   | 3065        |      |
| Brücke Klußmannstraße                                               | Brücke, Drehbrücke                   | 1860–1861                                | Buchholz, Heinrich Adolf                                           | Klußmannstraße                                                   | Lage Q1256432        | ED   | 3120        |      |
| Speicher A des Handelshafens, Nordsee-Hauptverwaltung               | Verwaltungsgebäude                   | 1857–1862 1934 1947                      | Vogel, Emil                                                        | Klußmannstraße 3                                                 | Lage Q100348677      | ED   | 3122        |      |
| Rollschuhbahn Bremerhaven, Regieturm                                | Sportanlage, Regieturm               | 1954                                     |                                                                    | In den Nedderwiesen 2, 4                                         | Lage Q46089632       | ED   | 3324        |      |
| Bürgerpark Geestemünde                                              | Landschaftsgarten, Park, Volkspark   | 1906–1908                                | Hoff, Adolf                                                        | Adolf-Hoff-Weg 22 Johann-Ganten-Straße .. Johann-Wichels-Weg 2   | Lage Q1021366        | GA   | 3356        |      |
| Ev.-Luth.-Petrus-Gemeinde                                           | Kirche ev., Kirche                   | 1964–1965                                | Krüger, Gerd Schröck, Carsten Lilienthal, Heinz Schreiter, Gerhard | Haberstraße 18 Braunstraße 10                                    | Lage Q46089783       | ED   | 3383        |      |
| Bahnhof Geestemünde-Bremerhaven und Alte Post                       | Bahnhof, Empfangsgebäude, Postamt    | 1911–1914                                |                                                                    | Friedrich-Ebert-Straße 73, 75                                    | Lage Q41483773       | DG   | 3429        |      |
| Kaiserliches Postamt, Alte Post, Bahnpostamt                        | Postamt                              | 1913–1914                                | Schäffer                                                           | Friedrich-Ebert-Straße 75                                        | Lage Q46089912       | BT   | 3334        |      |
| Bahnhof Geestemünde-Bremerhaven, Hauptbahnhof                       | Bahnhof, Empfangsgebäude             | 1911–1914                                | Moeller, Ernst Behmer                                              | Friedrich-Ebert-Straße 73                                        | Lage Q535612         | BT   | 3335        |      |
| Wohnhaus Waldstraße 3                                               | Wohnhaus                             | 1912, 1914, 1925                         | Krohne, Wilhelm Ehbrecht, Eduard Hoffmeyer und Huss                | Waldstraße 3, 5, 7, 9, 11 Walter-Delius-Straße ..                | Lage Q127043209      | DG   | 7675        |      |
| Haus Wohlgemuth                                                     | Wohnhaus, Villa                      | 1914                                     | Ehbrecht, Eduard                                                   | Waldstraße 7                                                     | Lage Q127043236      | ED   | 3352        |      |
| Haus Harms                                                          | Wohnhaus, Villa                      | 1914                                     | Ehbrecht, Eduard                                                   | Waldstraße 9                                                     | Lage Q127043237      | ED   | 3353        |      |
| Doppelwohnhaus Waldstraße 3                                         | Doppelwohnhaus                       | 1912                                     | Wilhelm Krohne                                                     | Waldstraße 3, 5                                                  | Lage Q127043219      | BT   | 3175        |      |
| Haus Schau                                                          | Wohnhaus, Villa                      | 1925                                     |                                                                    | Waldstraße 11 Walter-Delius-Straße                               | Lage Q127043230      | BT   | 3354        |      |

Anzahl der Objekte in Geestemünde: 31, davon mit Bild: 25 (81 %).

## Lehe
| Objekt | Typ                                     | Baujahr                  | Architekt/Künstler                                 | Adresse | Koordinaten Wikidata | Art? | Objekt-Nr.? | Bild |
| --- | --------------------------------------- | ------------------------ | -------------------------------------------------- | --- | -------------------- | ---- | ----------- | ---- |
| Portal der Rickmers Werft                                                                                            | Portal                                  | 1857                     |                                                    | Paul-Haltenhof-Platz, Grimsbystraße | Lage Q46090376       | ED   | 1556        |      |
| Mietshausanlage Batteriestraße 59                                                                                    | Mietshausanlage                         | 1907–1908                | Dardat, Wilhelm                                    | Batteriestraße 59, 61, 63 Bütteler Straße | Lage Q41483861       | DG   | 1557        |      |
| Mietshaus Batteriestraße 59                                                                                          | Mietshaus                               | 1907–1908                | Dardat, Wilhelm                                    | Batteriestraße 59 | Lage Q46090436       | ED   | 1698        |      |
| Mietshaus Batteriestraße 61                                                                                          | Mietshaus                               | 1907–1908                | Dardat, Wilhelm                                    | Batteriestraße 61 | Lage Q46090469       | ED   | 1699        |      |
| Mietshaus Batteriestraße 63 Bütteler Straße                                                                          | Mietshaus                               | 1907–1908                | Dardat, Wilhelm                                    | Batteriestraße 63 Bütteler Straße | Lage Q46090506       | ED   | 1700        |      |
| Rathaus Lehe | Rathaus, Armenhaus, Waisenhaus, Kaserne | 1865 1887 1907           | Pogge, Carl Lagershausen, Heinrich                 | Brookstraße 1 Hafenstraße | Lage Q1498110        | ED   | 1558        |      |
| Herz-Jesu-Kirche | Kirche, Kirche kath.                    | 1910–1911                | Jagielski, Maximilian                              | Eupener Straße | Lage Q1556772        | ED   | 1559        |      |
| Rudelsburg | Mietshaus, Geschäftshaus                | 1899                     | Kistner, H.F.                                      | Goethestraße 1, 3 Pestalozzistraße 8 | Lage Q41483894       | DG   | 1560        |      |
| Rudelsburg | Mietshaus, Geschäftshaus                | 1899                     | Kistner, H.F.                                      | Goethestraße 1 Pestalozzistraße | Lage Q46090552       | BT   | 1692        |      |
| Rudelsburg | Mietshaus, Geschäftshaus                | 1899                     | Kistner, H.F.                                      | Goethestraße 3 | Lage Q46090601       | BT   | 1693        |      |
| Rudelsburg | Mietshaus, Geschäftshaus                | 1899                     | Kistner, H.F.                                      | Pestalozzistraße 8 | Lage Q46090670       | BT   | 1694        |      |
| Villa Seedorf | Wohnhaus, Villa, Standesamt             | 1877                     |                                                    | Hafenstraße 14 Wilhelm-Busch-Straße | Lage Q46103907       | ED   | 1561        |      |
| Wohnhaus Hafenstraße 42                                                                                              | Wohnhaus, Geschäftshaus                 | 1903–1906                |                                                    | Hafenstraße 42, 44, 46, 48 | Lage Q41484066       | DG   | 1562        |      |
| Mietshaus Hafenstraße 42                                                                                             | Mietshaus, Geschäftshaus                | 1903                     | Rogge, Wilhelm                                     | Hafenstraße 42 | Lage Q46103976       | BT   | 1563        |      |
| Mietshaus Hafenstraße 44                                                                                             | Mietshaus, Geschäftshaus                | 1903–1906                | Kistner, H.F.                                      | Hafenstraße 44 | Lage Q46104029       | BT   | 1564        |      |
| Mietshaus Hafenstraße 46                                                                                             | Mietshaus, Geschäftshaus                | 1903–1906                | Kistner, H.F.                                      | Hafenstraße 46 | Lage Q46104067       | BT   | 1565        |      |
| Mietshaus Hafenstraße 48                                                                                             | Mietshaus, Geschäftshaus                | 1903–1906                | Kistner, H.F.                                      | Hafenstraße 48 | Lage Q46104123       | BT   | 1566        |      |
| Villa Kistner | Wohnhaus, Villa                         | 1897                     | Kistner, H.F.                                      | Hafenstraße 50 | Lage Q46104172       | ED   | 1567        |      |
| Wohnhaus Hafenstraße 54                                                                                              | Wohnhaus                                | 1870                     |                                                    | Hafenstraße 54 | Lage Q46104220       | ED   | 1568        |      |
| Mietshaus Hafenstraße 117                                                                                            | Mietshaus                               | 1877 1928                | Pogge, Carl                                        | Hafenstraße 117 | Lage Q46104249       | ED   | 1569        |      |
| Paulus-Kirche | Kirche, Kirche ev.-luth.                | 1902–1905 1950–1952      | Wendebourg, Eduard Siegers, Hans Lilienthal, Heinz | Hafenstraße 124 | Lage Q1726798        | ED   | 1570        |      |
| Schwoon'scher Wasserturm                                                                                             | Wasserturm                              | 1853 1881, 1896–1897     | Loschen, Simon                                     | Hafenstraße 136 | Lage Q2551731        | ED   | 1571        |      |
| Wohnhaus Hafenstraße 153                                                                                             | Wohnhaus, Geschäftshaus                 | 1909                     | Fischer, Adolf                                     | Hafenstraße 153 | Lage Q46104303       | ED   | 1572        |      |
| Wohnhaus Hafenstraße 192                                                                                             | Wohnhaus, Geschäftshaus                 | 1908                     | Brünjes, A.                                        | Hafenstraße 192 | Lage Q46104335       | ED   | 1573        |      |
| Wohnhaus Hafenstraße 199                                                                                             | Wohnhaus, Geschäftshaus                 | 1909                     | Cappelmann, K.                                     | Hafenstraße 199 | Lage Q46104373       | ED   | 1574        |      |
| Villa Hanssen | Wohnhaus, Villa                         | 1898                     | Pogge, Carl                                        | Krumme Straße 18 | Lage Q46104439       | ED   | 1575        |      |
| Villa Giese | Wohnhaus, Villa                         | 1895                     | Pogge, Carl                                        | Lange Straße 72 | Lage Q46104474       | ED   | 1576        |      |
| Hannoversches Amtshaus                                                                                               | Amtshaus, Katasteramt                   | 1851                     |                                                    | Lange Straße 121 | Lage Q46104587       | ED   | 1577        |      |
| Landratshaus Lehe | Amtshaus                                | 1830                     |                                                    | Lange Straße 123 | Lage Q46104632       | ED   | 1578        |      |
| Haus Dr. Diekmann | Wohnhaus, Praxishaus                    | 1908                     | Fischer, Adolf                                     | Neue Straße 4 | Lage Q46104722       | ED   | 1579        |      |
| Amtsgericht und Gerichtsgefängnis Lehe                                                                               | Gericht, Gefängnis                      | 1913–1916                | Trautwein, W.                                      | Nordstraße 10, 12 | Lage Q480580         | DG   | 1580        |      |
| Amtsgericht Lehe | Gericht                                 | 1913–1916                | Trautwein, W.                                      | Nordstraße 10 | Lage Q480580         | ED   | 1581        |      |
| Gerichtsgefängnis Lehe                                                                                               | Gefängnis                               | 1913–1916                | Trautwein, W.                                      | Nordstraße 12 | Lage Q46104765       | BT   | 1582        |      |
| Alte Privilegierte Apotheke Lehe                                                                                     | Apotheke                                | um 1680 um 1800, um 1900 |                                                    | Poststraße 1 Lange Straße | Lage Q46104828       | ED   | 1583        |      |
| Dionysiuskirche | Kirche, Kirche ev.-luth.                | um 1200 1802–1803 1909   | Lilienthal, Heinz                                  | Lange Straße 83 Poststraße | Lage Q1227022        | ED   | 1584        |      |
| Viehmarktsbank | Wohnhaus, Bankhaus                      | 1928–1929                | Ulrich, Heinz                                      | Schlachthofstraße 14 Auf dem Reuterhamm 2 | Lage Q46104918       | ED   | 1585        |      |
| Kalkofen Bütteler Straße 6                                                                                           | Kalkofen                                | 1850                     |                                                    | Bütteler Straße 6 | Lage Q1519972        | ED   | 1586        |      |
| Villa Weber | Wohnhaus, Villa                         | 1927                     | Maassen, Ernst Witte, Robert Maassen und Witte     | Wurster Straße 99 | Lage Q46104992       | ED   | 1587        |      |
| Ensemble Goethestraße                                                                                                | Mietshausanlage                         |                          |                                                    | Adolfstraße 1, 2, 3, 4, 5, 6, 7, 8, 9, 10, 11, 12, 13, 14, 15, 16, 18 Gnesener Straße 5, 6 Goethestraße 29, 30, 31, 32, 33, 34, 35, 36, 39, 40, 41, 42, 43, 44 Heinrichstraße 18, 20, 21, 22, 23, 24, 25, 26, 27, 28, 29, 30, 31, 33 Körnerstraße 7 Potsdamer Straße 1 | Lage Q41484034       | DG   | 1588        |      |
| Mietshaus Adolfstraße 2                                                                                              | Mietshaus                               | um 1893                  |                                                    | Adolfstraße 2 | Lage Q46105114       | ED   | 1590        |      |
| Mietshaus Adolfstraße 6                                                                                              | Mietshaus                               | um 1893                  |                                                    | Adolfstraße 6 | Lage Q46105333       | ED   | 1594        |      |
| Mietshaus Adolfstraße 18 Goethestraße                                                                                | Mietshaus                               | um 1905                  |                                                    | Adolfstraße 18 Goethestraße | Lage Q46106248       | ED   | 1601        |      |
| Mietshaus Gnesener Straße 5 Adolfstraße                                                                              | Mietshaus                               | um 1893                  |                                                    | Gnesener Straße 5 Adolfstraße | Lage Q46106293       | ED   | 1602        |      |
| Mietshaus Gnesener Straße 6                                                                                          | Mietshaus                               | um 1895                  |                                                    | Gnesener Straße 6 | Lage Q46106333       | ED   | 1603        |      |
| Wohnhaus Goethestraße 41 Heinrichstraße                                                                              | Wohnhaus, Villa                         | um 1913                  |                                                    | Goethestraße 41 Heinrichstraße | Lage Q46106870       | ED   | 1612        |      |
| Mietshaus Heinrichstraße 21                                                                                          | Mietshaus                               | 1891                     |                                                    | Heinrichstraße 21 | Lage Q46107126       | ED   | 1617        |      |
| Mietshaus Heinrichstraße 22                                                                                          | Mietshaus                               | um 1893                  |                                                    | Heinrichstraße 22 | Lage Q46107177       | ED   | 1618        |      |
| Mietshaus Heinrichstraße 23                                                                                          | Mietshaus                               | 1892                     |                                                    | Heinrichstraße 23 | Lage Q46107219       | ED   | 1619        |      |
| Mietshaus Heinrichstraße 28                                                                                          | Mietshaus                               | um 1906                  |                                                    | Heinrichstraße 28 | Lage Q46107840       | ED   | 1624        |      |
| Mietshaus Heinrichstraße 31                                                                                          | Mietshaus                               | 1895                     | Pabst, Wilhelm                                     | Heinrichstraße 31 | Lage Q46108004       | ED   | 1627        |      |
| Mietshaus Heinrichstraße 33 Goethestraße                                                                             | Mietshaus                               | um 1905                  |                                                    | Heinrichstraße 33 Goethestraße | Lage Q46108051       | ED   | 1628        |      |
| Mietshaus Adolfstraße 1 Gnesener Straße                                                                              | Mietshaus                               | um 1899                  |                                                    | Adolfstraße 1 Gnesener Straße | Lage Q46105059       | BT   | 1589        |      |
| Mietshaus Adolfstraße 3                                                                                              | Mietshaus                               | um 1903                  |                                                    | Adolfstraße 3 | Lage Q46105161       | BT   | 1591        |      |
| Mietshaus Adolfstraße 4                                                                                              | Mietshaus                               | um 1893                  |                                                    | Adolfstraße 4 | Lage Q46105211       | BT   | 1592        |      |
| Mietshaus Adolfstraße 5                                                                                              | Mietshaus                               | um 1900                  |                                                    | Adolfstraße 5 | Lage Q46105280       | BT   | 1593        |      |
| Mietshaus Adolfstraße 7                                                                                              | Mietshaus                               | um 1900                  |                                                    | Adolfstraße 7 | Lage Q46105389       | BT   | 1595        |      |
| Mietshaus Adolfstraße 8                                                                                              | Mietshaus                               | um 1894                  |                                                    | Adolfstraße 8 | Lage Q46105999       | BT   | 1596        |      |
| Mietshaus Adolfstraße 9                                                                                              | Mietshaus                               | um 1901                  |                                                    | Adolfstraße 9 | Lage Q46106041       | BT   | 1597        |      |
| Mietshaus Adolfstraße 10                                                                                             | Mietshaus                               | um 1894                  |                                                    | Adolfstraße 10 | Lage Q46106088       | BT   | 1598        |      |
| Mietshaus Adolfstraße 12                                                                                             | Mietshaus                               | um 1900                  |                                                    | Adolfstraße 12 | Lage Q46106154       | BT   | 1599        |      |
| Mietshaus Adolfstraße 16                                                                                             | Mietshaus                               | um 1904                  |                                                    | Adolfstraße 16 | Lage Q46106204       | BT   | 1600        |      |
| Mietshaus Goethestraße 29 Kistnerstraße                                                                              | Mietshaus                               | um 1897                  |                                                    | Goethestraße 29 Kistnerstraße | Lage Q46106436       | BT   | 1604        |      |
| Mietshaus Goethestraße 30 Kistnerstraße                                                                              | Mietshaus                               | um 1898                  |                                                    | Goethestraße 30 Kistnerstraße | Lage Q46106505       | BT   | 1605        |      |
| Mietshaus Goethestraße 31 Kistnerstraße                                                                              | Mietshaus                               | um 1898                  |                                                    | Goethestraße 31 Kistnerstraße | Lage Q46106570       | BT   | 1606        |      |
| Mietshaus Goethestraße 32 Kistnerstraße                                                                              | Mietshaus                               | um 1899                  |                                                    | Goethestraße 32 Kistnerstraße | Lage Q46106612       | BT   | 1607        |      |
| Mietshaus Goethestraße 34                                                                                            | Mietshaus                               | um 1899                  |                                                    | Goethestraße 34 | Lage Q46106662       | BT   | 1608        |      |
| Mietshaus Goethestraße 35 Adolfstraße                                                                                | Mietshaus                               | um 1906                  |                                                    | Goethestraße 35 Adolfstraße | Lage Q46106696       | BT   | 1609        |      |
| Wohnhaus Goethestraße 39                                                                                             | Wohnhaus, Villa                         | um 1905                  |                                                    | Goethestraße 39 | Lage Q46106739       | BT   | 1610        |      |
| Mietshaus Goethestraße 40                                                                                            | Mietshaus                               | um 1905                  |                                                    | Goethestraße 40 | Lage Q46106781       | BT   | 1611        |      |
| Mietshaus Goethestraße 42                                                                                            | Mietshaus                               | um 1905                  |                                                    | Goethestraße 42 | Lage Q46106941       | BT   | 1613        |      |
| Mietshaus Goethestraße 43 Heinrichstraße                                                                             | Mietshaus                               | um 1904                  |                                                    | Goethestraße 43 Heinrichstraße | Lage Q46106989       | BT   | 1614        |      |
| Mietshaus Heinrichstraße 18                                                                                          | Mietshaus                               | 1892                     | Hartmann, August                                   | Heinrichstraße 18 | Lage Q46107028       | BT   | 1615        |      |
| Mietshaus Heinrichstraße 20                                                                                          | Mietshaus                               | 1892                     | Hartmann, August                                   | Heinrichstraße 20 | Lage Q46107086       | BT   | 1616        |      |
| Mietshaus Heinrichstraße 24                                                                                          | Mietshaus                               | 1894                     |                                                    | Heinrichstraße 24 | Lage Q46107643       | BT   | 1620        |      |
| Mietshaus Heinrichstraße 25                                                                                          | Mietshaus                               | 1894                     |                                                    | Heinrichstraße 25 | Lage Q46107699       | BT   | 1621        |      |
| Mietshaus Heinrichstraße 26                                                                                          | Mietshaus                               | 1893–1894                | Pabst, Wilhelm                                     | Heinrichstraße 26 | Lage Q46107764       | BT   | 1622        |      |
| Mietshaus Heinrichstraße 27                                                                                          | Mietshaus                               | um 1915                  |                                                    | Heinrichstraße 27 | Lage Q46107806       | BT   | 1623        |      |
| Mietshaus Heinrichstraße 29                                                                                          | Mietshaus                               | um 1915                  |                                                    | Heinrichstraße 29 | Lage Q46107883       | BT   | 1625        |      |
| Mietshaus Heinrichstraße 30 Goethestraße                                                                             | Mietshaus                               | um 1903                  |                                                    | Heinrichstraße 30 Goethestraße | Lage Q46107951       | BT   | 1626        |      |
| Mietshaus Körnerstraße 7                                                                                             | Mietshaus                               | 1906                     | Gleitze, Friedrich                                 | Körnerstraße 7 | Lage Q46108095       | BT   | 1629        |      |
| Mietshaus Potsdamer Straße 1 Heinrichstraße                                                                          | Mietshaus                               | 1892                     | Hartmann, August                                   | Potsdamer Straße 1 Heinrichstraße | Lage Q46108138       | BT   | 1630        |      |
| Kino Aladin | Lichtspielhaus, Kino                    | 1955–1956                | Feuerhack, Heinz                                   | Rickmersstraße 11, 13 | Lage Q1233195        | ED   | 1769        |      |
| Zollamt Rotersand | Zollhaus                                | 1935–1936                |                                                    | Franziusstraße 1, 1a Rickmersstraße | Lage Q218559         | ED   | 3025        |      |
| Spar- und Bauverein Lehe                                                                                             | Wohnanlage                              | 1927–1929                | Cappelmann, Ernst                                  | Fritz-Reuter-Straße 42, 44, 46, 48, 50, 52 Bütteler Straße 24, 26, 28, 30 Batteriestraße 49, 51, 53, 55 Potsdamer Straße 57, 59, 61 | Lage Q41483930       | GA   | 3069        |      |
| Kalksandsteinfabrik H.F. Kistner                                                                                     | Schornstein, Fabrik, Hartsteinwerk      | 1903–1904                | H. F. Kistner                                      | Hafenstraße 56, 58, 60 Werftstraße | Lage Q46108235       | ED   | 3086        |      |
| Reformierte Schule, Alt-Leher Schule, Zwingli-Schule                                                                 | Schule                                  | 1801, 1861, 1886         |                                                    | Lange Straße 88 | Lage Q432950         | DG   | 3128        |      |
| Reformierte Schule, Küsterhaus                                                                                       | Schule                                  | 1801, 1861               |                                                    | Lange Straße 88 | Lage Q46108340       | ED   | 1875        |      |
| Reformierte Schule, Schulhaus                                                                                        | Schule                                  | 1886                     |                                                    | Lange Straße 88 | Lage Q46108382       | ED   | 1876        |      |
| Städtisches Lyzeum Lehe, Kaiserin-Auguste-Viktoria-Schule, Theodor-Storm-Schule, Haus für Arbeit, Familie und Kultur | Schule                                  | 1902 1914–1915           | Lagershausen, Heinrich                             | Lutherstraße 7 Stormstraße, Eupener Straße | Lage Q2417276        | ED   | 3138        |      |
| Pulvermagazin Speckenbüttel                                                                                          | Lagerhaus                               | 1874–1875                |                                                    | Siebenbergensweg 65 | Lage Q46108433       | ED   | 3163        |      |
| Wohnanlage „Werkblock“                                                                                               | Wohnanlage                              | 1929–1930                | Ostermeyer, Friedrich Claas, Gustav                | Werkstraße 14, 16, 18, 20 Am Twischkamp 11, 13, 15 Hökerstraße 13, 15 Jahnstraße 46, 48, 50 | Lage Q41483985       | GA   | 3177        |      |
| Krankenhaus Lehe, Gesundheitsamt                                                                                     | Krankenhaus                             | 1904–1906 1928–1929      | Lagershausen, Heinrich Kunz, Wilhelm               | Wurster Straße 49 Eckernfeldstraße 5 Abbestraße | Lage Q1786534        | DG   | 3194        |      |
| Krankenhaus Lehe, Gesundheitsamt, Hauptgebäude                                                                       | Krankenhaus                             | 1904–1906 1928–1929      | Lagershausen, Heinrich Kunz, Wilhelm               | Wurster Straße 49 Eckernfeldstraße, Abbestraße | Lage Q46108780       | ED   | 1986        |      |
| Krankenhaus Lehe, Gesundheitsamt, Isolierhaus                                                                        | Krankenhaus                             | 1904–1906 1909           | Lagershausen, Heinrich                             | Eckernfeldstraße 5 | Lage Q46108869       | BT   | 1987        |      |
| Krankenhaus Lehe, Gesundheitsamt, Waschküche                                                                         | Krankenhaus                             | 1904–1906                | Lagershausen, Heinrich                             | Eckernfeldstraße 5 | Lage Q46108908       | BT   | 1988        |      |
| Krankenhaus Lehe, Gesundheitsamt, Leichenhalle                                                                       | Krankenhaus                             | 1904–1906                | Lagershausen, Heinrich                             | Abbestraße | Lage Q46108956       | BT   | 1989        |      |
| Bahnhof Lehe | Bahnhof                                 | 1912–1914                | Moeller, Ernst Mesecke, Hermann                    | Bürgermeister-Kirschbaum-Platz 7, 8, 9, 10 | Lage Q907971         | ED   | 3375        |      |
| Parktor Speckenbüttel                                                                                                | Staffage                                | 1896                     | Lagershausen, Heinrich                             | Parkstraße | Lage Q2052822        | ED   | 3378        |      |
| Wasserturm der Stadt Bremerhaven                                                                                     | Wasserturm                              | 1885                     | Pfeffer, Walter                                    | Langener Landstraße 45 | Lage Q1436125        | ED   | 3381        |      |
| Alte Feuerwache Lehe                                                                                                 | Feuerwehr                               | 1903                     | Lagershausen, Heinrich                             | Auestraße 20 | Lage Q435575         | ED   | 3416        |      |
| Mausoleum Carl Lange, Mausoleum Rahusen                                                                              | Mausoleum                               | 1885um                   |                                                    | Dwarsweg 10 | Lage Q46109051       | ED   | 3614        |      |
| Mietshaus Lutherstraße 24 Goethestraße 60                                                                            | Mietshaus                               | 1909–1910                | Dardat, Wilhelm                                    | Lutherstraße 24 Goethestraße 60 | Lage Q46109118       | ED   | 4362        |      |
| Kran Rickmers-Werft                                                                                                  | Vollportal-Turmdrehkran                 | 1956                     |                                                    | Folkert-Potrykus-Straße | Lage Q121288200      | ED   | 7670        |      |

Anzahl der Objekte in Lehe (Bremerhaven): 103, davon mit Bild: 103 (100 %).

## Leherheide
| Objekt         | Typ    | Baujahr | Architekt/Künstler           | Adresse               | Koordinaten Wikidata | Art? | Objekt-Nr.? | Bild |
| -------------- | ------ | ------- | ---------------------------- | --------------------- | -------------------- | ---- | ----------- | ---- |
| Thieles Garten | Garten | ab 1925 | Thiele, Gustav/Thiele, Georg | Mecklenburger Weg 100 | Lage Q2420748        | GA   | 3410        |      |

Anzahl der Objekte in Leherheide: 1, davon mit Bild: 1 (100 %).

## Mitte
| Objekt | Typ                                | Baujahr                        | Architekt/Künstler                                                                          | Adresse | Koordinaten Wikidata | Art? | Objekt-Nr.? | Bild |
| --- | ---------------------------------- | ------------------------------ | ------------------------------------------------------------------------------------------- | --- | -------------------- | ---- | ----------- | ---- |
| Schulschiff Deutschland                                                                                       | Schiff, Schulschiff, Internat      | 1927                           |                                                                                             | Barkhausenstraße 4 | Lage Q315820         | BED  | 1311        |      |
| Deutsche Gesellschaft zur Rettung Schiffbrüchiger (DGzRS)                                                     | Bootsschuppen                      | 1917 1947                      |                                                                                             | Am Alten Vorhafen | Lage Q46116798       | ED   | 1518        |      |
| Tonnen- und Bakenamt zu Bremen, Wasser- und Schifffahrtsamt Bremerhaven                                       | Tonnenschuppen, Schuppen           | 1909–1910                      | Rudloff, Rudolf Beck, Paul                                                                  | Am Alten Vorhafen 1 | Lage Q1378758        | ED   | 1519        |      |
| Wasserstandsanzeiger                                                                                          | Seezeichen, Wasserstandsanzeiger   | 1903                           |                                                                                             | Am Strom 7 | Lage Q2551535        | ED   | 1520        |      |
| Wohnhausgruppe An der Karlstadt 29                                                                            | Wohnhausgruppe                     | um 1860                        |                                                                                             | An der Karlstadt 29, 31, 33, 35 | Lage Q41484199       | DG   | 1521        |      |
| Wohnhaus An der Karlstadt 29                                                                                  | Wohnhaus                           | um 1860                        |                                                                                             | An der Karlstadt 29 | Lage Q46116852       | ED   | 1522        |      |
| Wohnhaus An der Karlstadt 31                                                                                  | Wohnhaus                           | um 1860                        |                                                                                             | An der Karlstadt 31 | Lage Q46116900       | ED   | 1523        |      |
| Wohnhaus An der Karlstadt 33                                                                                  | Wohnhaus                           | um 1860                        |                                                                                             | An der Karlstadt 33 | Lage Q46116939       | ED   | 1524        |      |
| Wohnhaus An der Karlstadt 35                                                                                  | Wohnhaus                           | um 1860 um 1900                |                                                                                             | An der Karlstadt 35 | Lage Q46116976       | ED   | 1525        |      |
| Grosse Kirche, Bürgermeister-Smidt-Gedächtniskirche                                                           | Kirche, Kirche ev.                 | 1853–1855, 1870 1908 1958–1960 | Loschen, Simon Lauer, Rudolf Löschner, Louis Kuhlhaupt, A. Franzius, Karl Steinhäuser, Carl | Bürgermeister-Smidt-Straße 45, 45A Kirchenstraße, Mühlenstraße, Prager Straße | Lage Q1021217        | ED   | 1530        |      |
| Haus des Handwerks                                                                                            | Wohnhaus, Geschäftshaus            | 1904–1905                      | Hasselmann, Friedrich                                                                       | Bürgermeister-Smidt-Straße 133 Bürgermeister-Martin-Donandt-Platz 22 | Lage Q46117084       | ED   | 1531        |      |
| Allgemeine Ortskrankenkasse Bremerhaven                                                                       | Wohnhaus, Verwaltungsgebäude       | 1927–1928                      | Jäger, Heinrich                                                                             | Bürgermeister-Smidt-Straße 162, 164, 166 | Lage Q46117175       | ED   | 1532        |      |
| Wencke Dock                                                                                                   | Dock, Trockendock                  | um 1860                        |                                                                                             | Deichstraße | Lage Q46117247       | ED   | 1533        |      |
| Wohnhaus Deichstraße 38 Fährstraße 25                                                                         | Wohnhaus, Geschäftshaus            | 1869                           |                                                                                             | Deichstraße 38 Fährstraße 25 | Lage Q46117309       | ED   | 1534        |      |
| Goetheschule                                                                                                  | Schule                             | 1955–1956                      | Coldewey                                                                                    | Deichstraße 37, 39 | Lage Q46117371       | ED   | 1535        |      |
| Haus Hoffmeyer                                                                                                | Wohnhaus                           | 1935                           | Scharoun, Hans                                                                              | Friesenstraße 6 | Lage Q46117454       | ED   | 1536        |      |
| Wohnhausgruppe Gildemeisterstraße 4                                                                           | Wohnhausgruppe                     | 1903–1909                      |                                                                                             | Gildemeisterstraße 4, 6, 8, 10 Gartenstraße 6 | Lage Q41484239       | DG   | 1537        |      |
| Wohnhaus Gildemeisterstraße 4 Gartenstraße                                                                    | Wohnhaus                           | 1907–1909                      | Bräutigam, H. Otto                                                                          | Gildemeisterstraße 4 Gartenstraße | Lage Q46117491       | ED   | 1538        |      |
| Wohnhaus Gildemeisterstraße 8 Gartenstraße                                                                    | Wohnhaus                           | 1903–1904                      | Stoffregen, Heinrich                                                                        | Gildemeisterstraße 8 Gartenstraße | Lage Q46117570       | ED   | 1540        |      |
| Wohnhaus Gildemeisterstraße 6 Gartenstraße 6                                                                  | Wohnhaus                           | 1907–1909                      | Bräutigam, H. Otto                                                                          | Gildemeisterstraße 6 Gartenstraße 6 | Lage Q46117523       | BT   | 1539        |      |
| Wohnhaus Gildemeisterstraße 10 Gartenstraße                                                                   | Wohnhaus                           | 1903–1904                      | Stoffregen, Heinrich                                                                        | Gildemeisterstraße 10 Gartenstraße | Lage Q46117612       | BT   | 1541        |      |
| Leuchtbake Unterfeuer                                                                                         | Leuchtfeuer, Seezeichen            | 1893                           | Rudloff, Rudolf                                                                             | Willy-Brandt-Platz | Lage Q28374843       | ED   | 1542        |      |
| Brückenanlage zwischen Altem und Neuem Hafen                                                                  | Brücke, Klappbrücke, Maschinenhaus | 1925–1927                      |                                                                                             | H.-H.-Meier-Straße | Lage Q41484587       | GA   | 1543        |      |
| Hafenamt, Seeamt                                                                                              | Amtshaus                           | 1898                           |                                                                                             | H.-H.-Meier-Straße 2 | Lage Q46117874       | ED   | 1544        |      |
| Oberfeuer am Neuen Hafen                                                                                      | Leuchtturm, Seezeichen             | 1853–1855                      | Loschen, Simon                                                                              | Lohmannstraße 4 | Lage Q304471         | ED   | 1546        |      |
| Wohnhaus Prager Straße 47                                                                                     | Wohnhaus                           | um 1850                        |                                                                                             | Prager Straße 47 | Lage Q46117925       | ED   | 1547        |      |
| Wohnhaus Prager Straße 49                                                                                     | Wohnhaus                           | um 1850 1862                   |                                                                                             | Prager Straße 49 | Lage Q46117957       | ED   | 1548        |      |
| Wohnhaus Prager Straße 53                                                                                     | Wohnhaus                           | um 1865                        |                                                                                             | Prager Straße 53 | Lage Q46117993       | ED   | 1549        |      |
| Seemannsamt                                                                                                   | Amtshaus                           | um 1900                        |                                                                                             | Schifferstraße 48 | Lage Q46118067       | ED   | 1550        |      |
| Zollhaus | Dienstgebäude                      | 1897                           |                                                                                             | Van-Ronzelen-Straße 4 | Lage Q46118099       | ED   | 1551        |      |
| Stadttheater                                                                                                  | Theater                            | 1911–1914 1951–1952            | Kaufmann, Oskar Roch / Feuerhahn Unruh, Walther Graubner                                    | Theodor-Heuss-Platz 4 Am Alten Hafen 25 | Lage Q1355204        | ED   | 1552        |      |
| Bürgermeister-Smidt-Denkmal                                                                                   | Standbild, Plastik, Denkmal        | 1888                           | Stein, Werner                                                                               | Theodor-Heuss-Platz | Lage Q46118140       | ED   | 1553        |      |
| Villa Rabien                                                                                                  | Wohnhaus, Villa                    | 1902–1903                      | Rogge, Wilhelm                                                                              | An der Allee 10 Kurfürstenstraße | Lage Q46118203       | ED   | 1555        |      |
| Leuchtfeuer Geestemole Nord                                                                                   | Leuchtfeuer, Seezeichen            | 1912–1914                      |                                                                                             | Am Alten Vorhafen | Lage Q1567574        | ED   | 1637        |      |
| Deutsches Schifffahrtsmuseum und Museumsflotte                                                                | Museum                             |                                |                                                                                             | Hans-Scharoun-Platz 1, 3 Am Strom | Lage Q455354         | GA   | 1737,T      |      |
| Schifffahrtsmuseum, Anbau                                                                                     | Museum                             | 1995–2000                      | Bangert, Dietrich                                                                           | | Lage Q46118281       | BT   | 1737,T001   |      |
| Nordische Jagt „Grönland“                                                                                     | Schiff                             | 1867                           |                                                                                             | | Lage Q1551660        | BT   | 1737,T003   |      |
| Walfangboot „Rau IX“                                                                                          | Schiff                             | 1939                           |                                                                                             | | Lage Q46118351       | BT   | 1737,T004   |      |
| Bergungsschlepper „Seefalke“                                                                                  | Schiff                             | 1924                           |                                                                                             | | Lage Q2264767        | BT   | 1737,T005   |      |
| Feuerschiff „Elbe 3“                                                                                          | Schiff                             | 1909                           |                                                                                             | | Lage Q22670077       | BT   | 1737,T006   |      |
| Haffkahn „Emma“                                                                                               | Schiff                             | 1928–1929                      |                                                                                             | | Lage Q46118394       | BT   | 1737,T007   |      |
| Binnenschlepper „Helmut“                                                                                      | Schiff                             | 1923                           |                                                                                             | | Lage Q46118433       | BT   | 1737,T008   |      |
| Rennyacht „Diva“                                                                                              | Schiff                             | 1985                           |                                                                                             | | Lage Q46118481       | BT   | 1737,T009   |      |
| Deutsches Schifffahrtsmuseum                                                                                  | Museum                             | 1969 1971–1975                 | Scharoun, Hans Fromlowitz, Peter                                                            | Hans-Scharoun-Platz 1, 3 Am Strom | Lage Q46118540       | ED   | 1738        |      |
| Bereisungs- und Schleppdampfer „Welle“                                                                        | Schiff, Dampfer                    | 1914–1915                      |                                                                                             | Columbusstraße 65 | Lage Q2557588        | BED  | 1918        |      |
| Kreuzkirche                                                                                                   | Kirche, Kirche ev., Gemeindehaus   | 1951–1952                      | Berg, Fritz Siegers, Hans Lilienthal, Heinz                                                 | Bürgermeister-Martin-Donandt-Platz 11, 11a | Lage Q120069141      | DG   | 3023        |      |
| Kreuzkirche                                                                                                   | Kirche ev., Gemeindehaus           | 1951–1952                      | Berg, Fritz Siegers, Hans Lilienthal, Heinz                                                 | Bürgermeister-Martin-Donandt-Platz 11a | Lage Q1648979        | ED   | 7668        |      |
| Kreuzkirche                                                                                                   | Pfarrhaus                          | 1951–1952                      | Berg, Fritz Siegers, Hans Lilienthal, Heinz                                                 | Bürgermeister-Martin-Donandt-Platz 11 | Lage Q120069155      | BT   | 7669        |      |
| Polizeidirektion, Abt. O, Kaserne Rotersand, Havenhostel                                                      | Kaserne                            | 1925–1926                      | Ohnesorge, Hans Ulrich, Gustav                                                              | Bürgermeister-Smidt-Straße 209 Rickmersstraße | Lage Q1252245        | ED   | 3039        |      |
| Villa Seebeck                                                                                                 | Wohnhaus, Villa                    | 1907–1908                      | Allers, Johann                                                                              | Deichstraße 15 Fischplatz | Lage Q46118580       | ED   | 3043        |      |
| St. Joseph-Hospital, AMEOS Klinikum Mitte Bremerhaven                                                         | Krankenhaus                        | 1901–1902                      | Flügel, Heinrich                                                                            | Wiener Straße 1 Bogenstraße | Lage Q131282985      | ED   | 3185        |      |
| Pestalozzischule                                                                                              | Schule, Volksschule                | 1909–1910                      | Hagedorn, Julius                                                                            | Wiener Straße 3 Bogenstraße 17 Am Leher Tor | Lage Q1747235        | ED   | 3186        |      |
| Atelier Wilke                                                                                                 | Wohnhaus                           | 1948                           | Diedrich, Gerh.                                                                             | Am Alten Vorhafen 2 | Lage Q46118639       | ED   | 3215        |      |
| Wohnanlage Lloydstraße 18                                                                                     | Wohnanlage, Ladenzeile             | 1954–1958                      | Siedentopf, Hans                                                                            | Lloydstraße 18, 20, 22, 24 Gasstraße 11 Grazer Straße 23, 25, 27, 29 Max-Eyth-Platz 1, 2 | Lage Q41484456       | GA   | 3228        |      |
| Segelken und Zachar                                                                                           | Speicher, Betriebsgebäude          | 1961–1962                      | Hendess, Günther                                                                            | Am Längengrad 18 | Lage Q130306182      | ED   | 3229        |      |
| Wohnhaus Bürgermeister-Smidt-Straße 120                                                                       | Wohnhaus, Geschäftshaus            | 1954                           | Franzius, Karl                                                                              | Bürgermeister-Smidt-Straße 120, 122, 124, 126 | Lage Q46118684       | ED   | 3237        |      |
| Haus Rahusen                                                                                                  | Wohnhaus                           | 1902 1907                      | Hoffmeyer, Georg W. Rogge                                                                   | Kurfürstenstraße 3 | Lage Q46118862       | ED   | 3244        |      |
| Städtische Wohnhausbauten, Wohnhausgruppe I-IV                                                                | Wohnanlage                         | 1921–1925                      | Hagedorn, Julius Stindt                                                                     | Anton-Schumacher-Straße 4, 6, 8, 10, 12, 14, 16, 20, 22, 24, 26, 28, 30, 32, 34, 36, 38 Friesenstraße 25, 26, 27, 28, 29, 30 Gildemeisterstraße 23, 25 Pestalozzistraße 25, 27 | Lage Q41484501       | GA   | 3251        |      |
| Städtische Wohnhausgruppe, Bauabschnitt X, Wohnhausgruppe der Gemeinnützigen Wohnungsfürsorge, Baugruppen I-V | Wohnanlage                         | 1927–1931                      | Hagedorn, Julius / Boysen, Fritz / Rump, Willy                                              | Bürgermeister-Smidt-Straße 173, 175, 177, 179, 181& 183, 185, 187, 189, 191, 193, 195, 197, 199, 201, 203, 205 Hardenbergstraße 1, 2, 3, 4, 5, 6, 7, 8 Kantstraße 1 Scharnhorststraße 2, 4, 6, 8, 10, 12, 14, 16, 18, 20 Steinstraße 1, 2, 3, 4, 5, 6, 7 Waldemar-Beckè-Platz 2, 4, 6 | Lage Q41484534       | DG   | 3274        |      |
| Städtische Wohnhausgruppe X                                                                                   | Wohnanlage                         | 1929                           | Hagedorn, Julius / Boysen, Fritz                                                            | Bürgermeister-Smidt-Straße 173, 175, 177, 179, 181& 183, 185 Hardenbergstraße 1 Scharnhorststraße 2 Waldemar-Beckè-Platz 2, 4, 6 | Lage Q46118906       | BT   | 3275        |      |
| Gemeinnützige Wohnungsfürsorge - Baugruppe IV                                                                 | Wohnanlage                         | 1929–1930                      | Rump, Willy                                                                                 | Bürgermeister-Smidt-Straße 187, 189, 191, 193 Hardenbergstraße 2 Scharnhorststraße 18, 20 Steinstraße 1, 3, 5, 7 | Lage Q46118943       | BT   | 3276        |      |
| Gemeinnützige Wohnungsfürsorge - Baugruppe I und II                                                           | Wohnanlage                         | 1928                           | Rump, Willy                                                                                 | Hardenbergstraße 3, 5, 7 Scharnhorststraße 4, 6, 8, 10, 12 | Lage Q46118998       | BT   | 3277        |      |
| Gemeinnützige Wohnungsfürsorge - Baugruppe III                                                                | Wohnanlage                         | 1928–1929                      | Rump, Willy                                                                                 | Hardenbergstraße 4, 6, 8 Scharnhorststraße 14, 16 | Lage Q46119040       | BT   | 3278        |      |
| Gemeinnützige Wohnungsfürsorge - Baugruppe V                                                                  | Wohnanlage                         | 1930–1931                      | Rump, Willy                                                                                 | Bürgermeister-Smidt-Straße 195, 197, 199, 201, 203, 205 Kantstraße 1 Steinstraße 2, 4, 6 | Lage Q46119082       | BT   | 3279        |      |
| Dampfeisbrecher „Wal“                                                                                         | Schiff, Dampfer                    | 1938                           |                                                                                             | Columbusstraße | Lage Q2540896        | BED  | 5273        |      |
| Wohnhaus Bogenstraße 4                                                                                        | Wohnhaus, Villa                    | 1923–1925                      |                                                                                             | Bogenstraße 4, 6, 8 | Lage Q115610369      | DG   | 6050        |      |
| Haus Minssen                                                                                                  | Wohnhaus, Villa                    | 1925                           | Jäger, Heinrich                                                                             | Bogenstraße 4 | Lage Q115610373      | ED   | 3033        |      |
| Haus Schwarze                                                                                                 | Wohnhaus, Villa                    | 1923–1924                      | Möbius, Carl                                                                                | Bogenstraße 6 | Lage Q115610386      | ED   | 3208        |      |
| Haus Steiner                                                                                                  | Wohnhaus, Villa                    | 1924–1925                      | Krohne, Hermann                                                                             | Bogenstraße 8 | Lage Q115610396      | BT   | 3248        |      |

Anzahl der Objekte in Mitte (Bremerhaven): 69, davon mit Bild: 62 (90 %).

### Abgegangene Denkmäler
| Objekt                               | Typ    | Baujahr | Architekt/Künstler | Adresse | Koordinaten Wikidata | Art? | Objekt-Nr.?     | Bild |
| ------------------------------------ | ------ | ------- | ------------------ | ------- | -------------------- | ---- | --------------- | ---- |
| Ehemalige Dreimastbark „Seute Deern“ | Schiff |         |                    |         | Lage Q885056         |      | Zum Foto-Upload |      |

## Stadtbremisches Überseehafengebiet
Das Stadtbremische Überseehafengebiet liegt in Bremerhaven, gehört aber zum Bremer Stadtteil Häfen im Stadtbezirk Mitte. Die Tabelle befindet sich daher auf der Seite Liste der Kulturdenkmäler in Bremen-Häfen.

## Weddewarden
| Objekt                   | Typ                  | Baujahr  | Architekt/Künstler | Adresse                            | Koordinaten Wikidata | Art? | Objekt-Nr.? | Bild |
| ------------------------ | -------------------- | -------- | --- | ---------------------------------- | -------------------- | ---- | ----------- | ---- |
| Friesenstube             | Gaststätte, Gastraum | ab 1882  | Rogge, Wilhelm | Burgstraße 1                       | Q46119675            | ED   | 1312        |      |
| Hof Sibbern              | Bauernhaus           | 1838     | | Morgensternstraße 12               | Lage Q46119783       | ED   | 1649        |      |
| Brinkamahof              | Bauernhaus           | vor 1865 | | Morgensternstraße 6                | Lage Q46119838       | ED   | 1650        |      |
| Hof Sibbern, Gesindehaus | Gesindehaus          | um 1850  | | Morgensternstraße 9 Wurster Straße | Lage Q46119900       | ED   | 1651        |      |
| Zionkirche               | Kirche, Kirche ev.   | 1877     | Schwägermann, August Pogge, Carl Klinghe, Hermann Heitmann, Jürgen d.J. Schaper, Hermann Wichmann, Adolf Glasmalerei Dr. Oidtmann u. Co. | Wurster Straße 404                 | Lage Q46119963       | ED   | 3192        |      |
| Amerikanische Kapelle    | Kapelle              | um 1952  | US Army | Amerikaring 9                      | Lage Q121436636      | ED   | 5667        |      |

Anzahl der Objekte in Weddewarden: 6, davon mit Bild: 6 (100 %).

## Wulsdorf
| Objekt                               | Typ                        | Baujahr                         | Architekt/Künstler                               | Adresse             | Koordinaten Wikidata | Art? | Objekt-Nr.? | Bild |
| ------------------------------------ | -------------------------- | ------------------------------- | ------------------------------------------------ | ------------------- | -------------------- | ---- | ----------- | ---- |
| Bauernhaus Allersstraße 27           | Bauernhaus                 | 1795                            |                                                  | Allersstraße 27     | Lage Q46120042       | ED   | 1645        |      |
| Wohnwasserturm                       | Wasserturm, Wohnhaus       | 1926–1927                       | Kunz, Wilhelm                                    | Am Wohnwasserturm 6 | Lage Q2588167        | ED   | 1646        |      |
| St. Dionysius-Kirche                 | Kirche, Kirche ev.-luth.   | 11. Jahrhundert 15. Jahrhundert |                                                  | Bremer Straße       | Lage Q1227027        | ED   | 1647        |      |
| Villa Busse, Villa Schlotterhose     | Wohnhaus, Villa            | 1894–1895                       | Fäsenfeldt, Georg                                | Weserstraße 237     | Lage Q46120086       | ED   | 1648        |      |
| Wulsdorfer Schule                    | Schule                     | 1866, 1908                      |                                                  | Sandbredenstraße 11 | Lage Q2594928        | ED   | 3157        |      |
| Wulsdorfer Friedhof                  | Friedhof, Friedhofskapelle | ab 1871                         | Benque, Wilhelm Löschner, Louis Hagedorn, Julius | Weserstraße 169     | Lage Q1709677        | GA   | 3388        |      |
| Wulsdorfer Friedhof, Kapelle         | Friedhofskapelle           | 1888                            | Löschner, Louis                                  | Weserstraße 169     | Lage Q46120180       | ED   | 1879        |      |
| Wulsdorfer Friedhof, Gärtnerwohnhaus | Friedhof, Gärtnerhaus      | 1919–1920                       | Hagedorn, Julius                                 | Weserstraße 169     | Lage Q46120316       | ED   | 1880        |      |

Anzahl der Objekte in Wulsdorf: 8, davon mit Bild: 8 (100 %).